# Golfe de Carpentarie
Le golfe de Carpentarie est un espace maritime peu profond situé au nord de l'Australie et faisant partie de la mer d'Arafura (elle-même comprise entre l'Australie et la Nouvelle-Guinée). D'un point de vue géologique, le golfe est jeune ; le golfe et la plate-forme Sahul adjacente étaient des terres émergées à l'apogée de la dernière période glaciaire, il y a 18 000 ans, lorsque le niveau de la mer était d'environ 120 m au-dessous de sa position actuelle.

## Description
La terre bordant le golfe sur trois de ses quatre côtés est généralement plate et d'une altitude peu élevée. À l'ouest se trouve la Terre d'Arnhem et le Top End du Territoire du Nord, à l'est la péninsule du Cap York. La zone du sud (comme la péninsule du Cap York, une  partie du Queensland) est connue comme le Gulf Country ou simplement the Gulf (le golfe en français). À son embouchure, le golfe fait 590 km de large et plus au sud, 675 km. La longueur nord-sud dépasse 700 km. Il couvre une superficie d'environ 300 000 km².
Le climat est chaud et humide avec deux saisons par an : la saison sèche dure d'avril à novembre, et la saison estivale humide de décembre à mars. La plupart des années, les précipitations sont concentrées sur deux ou trois mois, et pendant cette période, de nombreuses zones de faible altitude sont inondées.

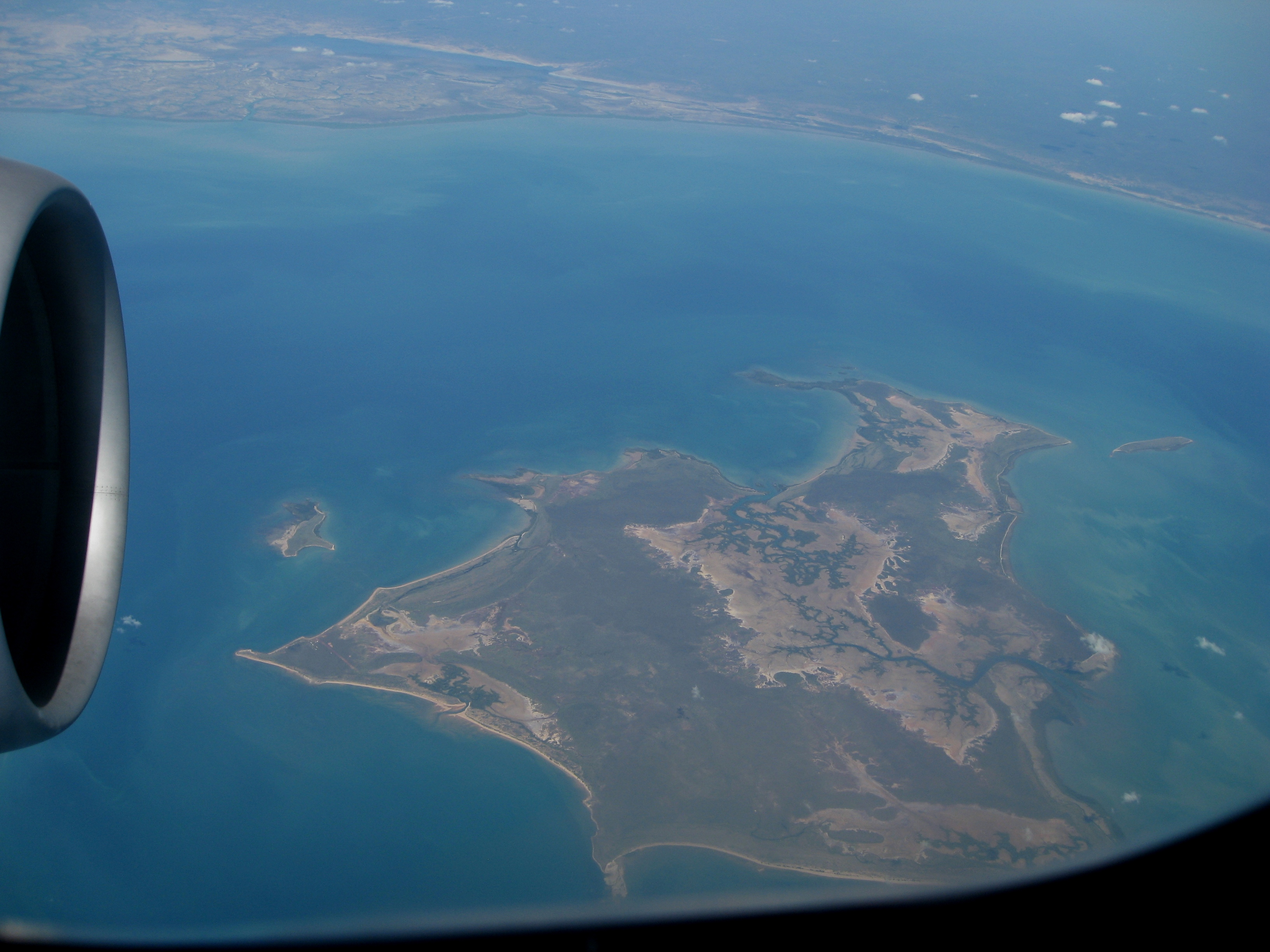
Le golfe de Carpentarie entre l'île Bentinck (Îles Wellesley méridionales) et le continent australien

Comme dans de nombreuses autres parties d'Australie, il y a des transitions climatiques spectaculaires sur des distances assez courtes. La cordillère australienne, qui est parallèle à la côte est et sud-ouest, est à l'origine de trois zones climatiques typiques : d'abord une bande côtière bien irriguée, puis une chaîne de montagnes assez étroite, enfin une vaste plaine asséchée qui reçoit peu de précipitations. Au niveau du Gulf Country toutefois, il n'y a pas de montagne pour restreindre les précipitations vers la bande côtière et la transition entre les abondantes crues tropicales des zones côtières et la brousse aride de l'Australie centrale est graduelle.

## Histoire
Le premier explorateur européen connu à visiter cette région fut le Hollandais Willem Janszoon lors de son voyage de 1606. Son compatriote Jan Carstenszoon (ou Carstensz.) explora le golfe en 1623 et le nomma en l'honneur de Pieter de Carpentier, à l'époque gouverneur-général des Indes orientales néerlandaises. Abel Tasman explora aussi cette côte en 1644. La région fut ensuite cartographiée par Matthew Flinders en 1802 et 1803.
Le premier à explorer les terres de la région fut le Prussien Ludwig Leichhardt qui la traversa en 1844 et 1845. Il fut suivi par Augustus Gregory de la North Australian Expedition en 1856, puis par Burke et Willis en 1861. John McKinlay, Frederick Walker et William Landsborough menèrent des expéditions de recherches séparées pour retrouver Burke et Wills en 1861 et 1862.

## Menaces
Durant l'été austral 2015-2016, la mangrove bordant le sud du golfe a subi des dégâts considérables, causés probablement par de fortes chaleurs et un abaissement passager du niveau de la mer. Ces événements seraient liés au phénomène El Niño.